# Tigasis
Tigasis là một chi bướm ngày thuộc họ Bướm nâu.